# Marduquezaquirsumi II
Marduquezaquirsumi II ou Marduk-zakir-shumi II (que significa "Marduque pronunciou seu nome") foi um vassalo assírio que se tornou rei da Babilônia, sucedendo ao rei assírio Senaqueribe, expulso pelos babilônios em 703 a.C. O vassalo assírio reinou por pouco tempo neste ano.
Tentando se livrar dos assírios, Marduquezaquirsumi guerreou, junto com seu exército, contra os assírios, mas levou à derrota. Marduquezaquirsumi II foi morto na batalha, enquanto o ex-rei caldeu Merodaque-Baladã II infiltrava-se na Babilônia para voltar a se tornar rei.